# Hero (film, 1997)
Pour les articles homonymes, voir Hero.
Vous pouvez aider à l'améliorer ou bien discuter des problèmes sur sa page de discussion.
- Il ne cite pas suffisamment ses sources. Vous pouvez indiquer les passages à sourcer avec {{référence nécessaire}} ou {{Référence souhaitée}}, et inclure les références utiles en les liant aux notes de bas de page. (Marqué depuis avril 2024)
- Certaines informations devraient être mieux reliées aux sources mentionnées dans la bibliographie ou les liens externes. Améliorez sa vérifiabilité en les associant par des références. (Marqué depuis avril 2024)

- Archive Wikiwix
- Bing
- Cairn
- DuckDuckGo
- E. Universalis
- Gallica
- Google
- G. Books
- G. News
- G. Scholar
- Persée
- Qwant
- (zh) Baidu
- (ru) Yandex
- (wd) trouver des œuvres sur Wikidata

Pour plus de détails, voir Fiche technique et Distribution.
Hero (titre original : 馬永貞 ; Jyutping: Ma2 Wing2 Zing1) est un film d'arts martiaux de Hong Kong écrit et réalisé par Corey Yuen. Produit par Mona Fong, il s'agit du premier film de la Shaw Brothers à avoir été tourné en Chine continentale, en 1995-96. C'est le remake du film Le Justicier de Shanghai (The Boxer from Shangtung) de Chang Cheh sorti en 1972.

## Fiche technique
Sauf indication contraire, les informations mentionnées dans cette section peuvent être confirmées par la base de données cinématographiques IMDb,  présente dans la section « Liens externes ».
- Titre : Hero
- Titre original : 馬永貞, Ma Wing Zing
- Réalisation : Corey Yuen
- Scénario : Jeffrey Lau
- Pays d'origine : Hong Kong
- Format : Couleurs - 1,85:1 - Mono - 35 mm
- Genre : film d'arts martiaux
- Durée : 97 minutes
- Date de sortie :
  - Hong Kong : 17 juin 1997

## Distribution
- Takeshi Kaneshiro : Ma Wing-jing
- Yuen Biao : Tam Sei
- Jessica Hsuan : Kam Ling-tze
- Valerie Chow (en) : Yam Yeung-tien
- Yuen Wah : Ma Tai-cheung